# Mayumi Kaji
Mayumi Kaji (加治 真弓, Kaji Mayumi), née le 28 juin 1964, est une joueuse internationale de football japonaise. Elle évoluait au poste de défenseur.

## Biographie
Le 6 septembre 1981, elle fait ses débuts avec l'équipe nationale japonaise, lors d'un match contre l'Angleterre. 
Elle participe à trois reprises à la Coupe d'Asie, en 1986, 1989 et 1991. Elle atteint la finale de cette compétition en 1986 et 1991.
Elle participe également à la Coupe du Monde 1991 organisée en Chine. 
Elle compte 48 sélections en équipe nationale du Japon entre 1981 et 1991.

## Statistiques
Le tableau ci-dessous présente les statistiques de Mayumi Kaji en équipe nationale
| Équipe du Japon | Équipe du Japon | Équipe du Japon |
| Année           | Matchs          | Buts            |
| --------------- | --------------- | --------------- |
| 1981            | 1               | 0               |
| 1982            | 0               | 0               |
| 1983            | 0               | 0               |
| 1984            | 0               | 0               |
| 1985            | 0               | 0               |
| 1986            | 12              | 0               |
| 1987            | 4               | 0               |
| 1988            | 3               | 0               |
| 1989            | 9               | 0               |
| 1990            | 7               | 0               |
| 1991            | 12              | 0               |
| Total           | 48              | 0               |

## Palmarès
- Finaliste de la Coupe d'Asie en 1986 et 1991
- Troisième de la Coupe d'Asie en 1989